# 查理·莱金
查理·莱金（英語：Charlie Lakin，1998年5月8日—）是一名英格蘭足球運動員，司職中場，現時效力英甲球會伯顿阿尔比恩。

## 球會生涯

### 伯明翰城
莱金生於英格蘭索利赫爾，2015年7月得到伯明翰獎學金，加入球會成為青年軍一員。2018年1月27日，他獲發一隊球衣號碼隨隊參加英格蘭足總盃第四輪，作客英超球會哈德斯菲尔德，但只是一名未有上場的替補，球隊以平局完場。10天後的足總盃重賽，他在加时赛以第四替補身入上場，球隊最終以4-1出局。兩星期後，他與球會續約至2020年。
2018/19年英格蘭聯賽盃對雷丁一賽，萊金亦有上場參賽，隨後對斯旺西的聯賽比賽，他入替加里·加德纳，是他首次在英格蘭聯賽上場。9月19日對谢菲尔德联一賽，他首次以先發身份上場，與加里·加德纳一起駐守中場。整個球季他共上場10次,，而他的合約完結日亦因上場次數而自動延長一年。

#### 史提芬納治
2019年8月22日，莱金被外借至英乙球會史提芬納治一年，很快地便成為球會先發陣容一員，參加對曼斯菲尔德一賽，然而他在比賽中受傷，使退須休養兩個月。莱金在10月26日重返賽場參加1-0小勝莫克姆的比賽。2020年1月18日，他打進首顆職業生涯入球，以4-0大勝剑桥联。